# Ямайка на літніх Олімпійських іграх 1952
Ямайка вдруге у своїй історії брала участь в літніх Олімпійських іграх 1952 в Гельсінкі (Фінляндія), виборовши 5 медалей. Країну представляли 8 спортсменів (6 чоловіків та 2 жінки) у двох видах спорту (легка атлетика і велоспорт).
Наймолодший учасник змагань — велогонщик Кен Фарнум (21 рік 192 дні), найстаріший — легкоатлет Артур Вінт (32 років 63 дні).

## Золото
- Артур Вінт, Герб Маккенлі, Джордж Роден, Леслі Лайн — легка атлетика: естафета 4×400 метрів, чоловіки (СР).
- Джордж Роден — легка атлетика: 400 метрів, чоловіки (ОР).

## Срібло
- Герб Маккенлі — легка атлетика: 100 метрів, чоловіки.
- Герб Маккенлі — легка атлетика: 400 метрів, чоловіки.
- Артур Вінт — легка атлетика: 800 метрів, чоловіки.